# Франтишкове Лазње
Франтишкове Лазње (чеш. Františkovy Lázně) су град у Чешкој Републици. Франтишкове Лазње прпадају управној јединици Карловарски крај, у оквиру којег су град у округу Хеб.

## Географија
Франтишкове Лазње се налазе у крајње западном делу Чешке републике. Град је удаљен од 150 км западно од главног града Прага, а од првог већег града, Карлових Вари, 20 км западно.
Град Франтишкове Лазње се налази на прелазу између две историјске покрајине, Бохемије и Саксоније. Град лежи на крајњем ободу Средњочешке котлине, на приближно 440 м надморске висине.

## Историја
Подручје Франтишкових Лазњи било је насељено још у доба праисторије. У раном средњем веку подручје насељавају Словени.
Данашње насеље настало је око бањских извора 1793. године. Његов оснивач је хабзбуршки цар Фрања I, по коме је бања и добила име.
Од оснивања насеља већинско становништво су били Немци.
Године 1919. Франтишкове Лазње су постале део новоосноване Чехословачке. 1938. године Франтишкове Лазње, као насеље са немачком већином, је оцепљено од Чехословачке и припојен Трећем рајху у склопу Судетских области. После Другог светског рата месни Немци су се присилно иселили из града у матицу. У време комунизма град се није значајније развијао, што је допринело очувању градске заоставштине. После осамостаљења Чешке дошло је до обнове бањских капацитета и прилива туриста из свих делова света.

## Становништво
Франтишкове Лазње данас имају близу 6.000 становника и последњих година број становника у граду расте. Поред Чеха у граду живе и Словаци и Роми.

## Партнерски градови
- Бад Зоден ам Таунус
- Нижњи Тагил

## Галерија
- Зграда бањског купалишта
- Пешачка улциа у Лазњама
- Православна Црква свете Олге
- Кућа две златне врбе, у којој је боравио Бетовен
- Споменик цара Франца Јозефа
- Споменик Јохана Волфганга Гете